# Kirakira Pretty Cure À La Mode
Kirakira ☆ Pretty Cure À La Mode (キラキラ☆プリキュアアラモード?, Kirakira ☆ Purikyua A Ra Mōdo, Kirakira ☆ Precure À La Mode) è la quattordicesima serie anime del franchise di Pretty Cure, creata da Izumi Tōdō e prodotta dalla Toei Animation. Trasmessa in Giappone su TV Asahi dal 5 febbraio 2017 al 28 gennaio 2018, in Italia è stata diffusa sottotitolata in lingua italiana da Crunchyroll.
Kirakira ☆ Pretty Cure À La Mode è preceduta da Witchy Pretty Cure! e seguita da HUGtto! Pretty Cure.

## Trama
Fin dai tempi antichi, la leggendaria pasticcera Pretty Cure ha creato dolci per diffondere la felicità nel mondo.
Ichika Usami è una ragazza del secondo anno delle medie che adora fare i dolci. Mentre prepara una torta per la madre che sta per tornare a casa dall'estero, viene interrotta da una fatina, Pekorin. Quest'ultima spiega che dei mostri alla ricerca di una speciale energia contenuta nei dolci, chiamata Kirakiraru, trasformano questi in disgustose cose nere per accrescere il loro potere. Ichika non vuole che succeda anche alla sua torta perché vuole finirla prima del ritorno della madre, e il suo desiderio la fa trasformare in una Pretty Cure, Cure Whip. Unite dalla passione per i dolci, a lei si aggiungono la timida e intelligente Himari Arisugawa (Cure Custard), l'aspirante cantante rock Aoi Tategami (Cure Gelato), l'elegante Yukari Kotozume (Cure Macaron) e la mascolina Akira Kenjo (Cure Chocolat) e insieme aprono la Kirakira Pâtisserie, determinate a proteggere l'energia Kirakiraru dai nemici e portare felicità attraverso le loro creazioni. Nel corso della serie alla squadra si aggrega la famosa pasticcera venuta dalla Francia, Ciel Kirahoshi (Cure Parfait).

## Personaggi

### Pretty Cure
Ichika Usami (宇佐美 いちか?, Usami Ichika) / Cure Whip (キュアホイップ?, Kyua Hoippu)
Doppiata da: Karen Miyama (ed. giapponese)
Nata il 7 gennaio, frequenta la seconda media a Ichigozaka. È vivace e frizzante, ama i dolci e sogna di diventare una pasticcera per trasmettere gioia e sorrisi attraverso le sue creazioni. Nonostante le mediocri capacità in cucina, è creativa, tanto che la sua frase simbolo è "Ho avuto una brillante idea!" (「キラっとひらめいた！」?, "Kiratto hirameita!"), e s'impegna sempre al massimo in tutto quello che prepara; ammira Ciel e vorrebbe diventare brava come lei. Sente tanto la mancanza della madre, che si trova all'estero come medico volontario nei villaggi sperduti, ma la nasconde dietro un sorriso per non destare preoccupazioni. Dopo essere diventata una Pretty Cure, insieme alle altre ragazze, apre la Kirakira Pâtisserie per vendere dei dolci creati da loro. Si rende conto, però, di voler diffondere l'energia che danno i dolci in tutto il mondo e Choro e Pekorin, sentendo di stare a trattenerla con la gestione della pasticceria, le affidano la borsa della KiraPati con cui in futuro realizza il suo sogno. Quando è felice o eccitata saltella in giro come un coniglio, dicendo "Whip, Step, Jump!" (「ホイップ・ステップ・ジャーンプ！」?, "Hoippu Suteppu Jānpu!"). Si trasforma in Cure Whip, la Pretty Cure basata su shortcake alle fragole e conigli, di colore rosa; i suoi poteri le permettono di avere un udito ben sviluppato come un coniglio.
Himari Arisugawa (有栖川 ひまり?, Arisugawa Himari) / Cure Custard (キュアカスタード?, Kyua Kasutādo)
Doppiata da: Haruka Fukuhara (ed. giapponese)
Nata il 16 aprile, frequenta la seconda media a Ichigozaka. È intelligente e molto laboriosa. Nonostante sia timida, nessuno può fermarla quando parla dei suoi dolci preferiti tanto da avere come soprannome "Scienziata dei dolci" (スイーツ博士?, Suītsu hakase); tuttavia la sua immensa conoscenza sull'argomento non è apprezzata da tutti, ma trova in Ichika e le altre delle buone amiche. Una sua frase simbolo è "I dolci sono una scienza!" (「スイーツは科学です！」?, "Suītsu wa kagaku desu!"), infatti è molto precisa nel crearli, annottando tutto su un diario; in futuro, dopo essersi iscritta in un liceo specializzato in tale settore, diventa una ricercatrice nello studio dei dolciumi. Ha fatto diverse esperienze sul tema dei dolci in pubblico, come con il professore Yuu Tachibana, che lei ammira tantissimo. Si trasforma in Cure Custard, la Pretty Cure basata su budini e scoiattoli, di colore giallo; i suoi poteri le permettono di essere veloce come uno scoiattolo.
Aoi Tategami (立神 あおい?, Tategami Aoi) / Cure Gelato (キュアジェラート?, Kyua Jerāto)
Doppiata da: Tomo Muranaka (ed. giapponese)
Nata il 27 agosto, frequenta la seconda media a Ichigozaka. Audace e ribelle, ama la libertà e la musica. Per il suo amore per il canto, è la vocalist della rock band Wild Azur, suona la chitarra e il suo idolo è la cantante Ayane Misaki. Tuttavia la sua ricca famiglia, proprietaria del gruppo finanziario Tategami, è contraria al suo stile di vita e preferisce che la ragazza assuma atteggiamenti raffinati più consoni al suo stato sociale, nonostante non abbia carenze a scuola; dopo vari contrasti, riesce a far assistere i genitori ad un suo concerto, i quali lasciano possa perseguire liberamente il suo sogno di fare la cantante rock e scelgono come nuovo erede del gruppo finanziario di famiglia il fedele Mizushima. Vorrebbe che la sua musica raggiungesse un pubblico sempre più vasto e, a seguito di diverse partecipazioni a concorsi canori con la sua band, acquisisce popolarità col tempo, continuando a tenere concerti. Alla Kirakira Pâtisserie, quando si tratta di fare dolci, fa le parti che richiedono forza. Si trasforma in Cure Gelato, la Pretty Cure basata su gelato e leoni, di colore blu; i suoi poteri le permettono di congelare qualsiasi cosa attraverso il ruggito leonino.
Yukari Kotozume (琴爪 ゆかり?, Kotozume Yukari) / Cure Macaron (キュアマカロン?, Kyua Makaron)
Doppiata da: Saki Fujita (ed. giapponese)
Nata l'11 giugno, frequenta la seconda superiore a Ichigozaka. Elegante e affascinante, popolare tanto da avere un accanito fan club, è conosciuta per la sua bellezza e il suo essere perfetta in tutto ciò che fa; questo la fa in parte soffrire perché, come da lei stessa affermato, non le fa capire alcuni aspetti della vita. È piuttosto egoista e s'annoia subito, ma quando incontra Ichika e le altre il suo carattere cambia in meglio. Alla Kirakira Pâtisserie spesso e volentieri cerca di non lavorare mai. Furba e astuta, è lei la prima a capire che dietro il nuovo studente Rio si nasconde Julio. Ha un rapporto ambiguo con Akira e quando quest'ultima viene scambiata per il suo fidanzato, Yukari non lo nega. Dopo aver condiviso molto tempo della sua vita con Ichika e le altre, capisce qual è la sua via e decide di andare a studiare nel Principato di Confeito per specializzarsi sempre più nella creazione dei dolci. Si trasforma in Cure Macaron, la Pretty Cure basata su macaron e gatti, di colore viola; i suoi poteri le permettono di avere degli ottimi riflessi e una maggiore agilità come un gatto.
Akira Kenjo (剣城 あきら?, Kenjō Akira) / Cure Chocolat (キュアショコラ?, Kyua Shokora)
Doppiata da: Nanako Mori (ed. giapponese)
Nata il 24 settembre, frequenta la seconda superiore a Ichigozaka. È gentile e mascolina, con un forte senso della giustizia e della fedeltà. Si trasferisce a casa di sua prozia Tomi, nello stesso quartiere di Ichika, lontana dai genitori che vivono più vicino all'ospedale vista la salute cagionevole di sua sorella minore Miku, alla quale vuole molto bene e tira su il morale regalandole del cioccolato quando le fa visita. A tal proposito vuole diventare una ricercatrice e trovare una cura per lei e tutti coloro che soffrono della stessa malattia; in futuro, dopo essere entrata alla facoltà di medicina, diventa medico. Ha eccellenti doti atletiche, infatti viene scelta per rappresentare il suo quartiere al grande torneo sportivo della città. Inoltre è generosa e altruista, tanto che Yukari si chiede come faccia ad essere sempre così disponibile con tutti. A causa del suo aspetto mascolino, le persone la scambiano inizialmente per un ragazzo, tra cui Ichika, che se ne innamora a prima vista e rimane amareggiata quando apprende che è una ragazza. Tiene molto a Yukari ed è disposta a tutto per la sua felicità; come lei, anche Akira ha un suo accanito fan club. Alla Kirakira Pâtisserie si occupa prevalentemente di servire ai tavoli. Si trasforma in Cure Chocolat, la Pretty Cure basata su cioccolato e cani, di colore rosso; i suoi poteri le permettono di avere un olfatto più sensibile come un cane.
Kirarin (キラリン?, Kirarin) / Ciel Kirahoshi (キラ星 シエル?, Kirahoshi Shieru) / Cure Parfait (キュアパルフェ?, Kyua Parufe)
Doppiata da: Inori Minase (ed. giapponese)
Nata il 30 luglio, è famosa in Francia per essere un'eccellente, geniale pasticcera nonostante la giovane età. Arriva a Ichigozaka per aprire temporaneamente una pasticceria, Ciel de rève: in seguito si scopre essere una copertura e che in realtà è tornata per cercare il suo fratello gemello Pikario, di cui non ha più notizie. Utilizza spesso termini francesi quando si esprime. La sua vera identità è quella della fatina Kirarin che finisce le frasi con l'intercalare "kira" (「キラ」?, "kira"): il lungo soggiorno di studio a Parigi le ha permesso di sviluppare una forma umana (che tuttavia si annulla quando ha fame), diversamente da Pikario. Nel suo ruolo di fatina, conosce le Pretty Cure ed è meravigliata dalle loro imprese. Quando scopre che suo fratello è diventato Julio a causa della sua incoscienza, se ne rattrista e viene soggiogata da Noir che ne approfitta per portarla dalla sua parte; al contrario, stimolata proprio dal fratello a reagire, riesce a trasformarsi in una Pretty Cure. Successivamente comincia ad aiutare qualche volta alla Kirakira Pâtisserie e a lavorare in modo sereno nella propria pasticceria, per cui in futuro vince numerosi premi. Inizia inoltre a frequentare la stessa scuola di Ichika, Himari e Aoi, stando in classe con le prime due; è brava nella matematica e nello sport, mentre ha qualche difficoltà nella letteratura giapponese. Si trasforma in Cure Parfait, la Pretty Cure basata sui parfait e Pegaso, di colore turchese.

### Montagna Ichigo
Pekorin (ペコリン?, Pekorin)
Doppiata da: Mika Kanai (ed. giapponese)
È una fatina tenera che ama i dolci e le sue orecchie cambiano colore in base al suo umore. Può sentire il profumo dell'energia Kirakiraru contenuta nei dolci e prova spesso ad affrontare i nemici, riuscendo solo a farsi spazzare via o a farsi del male. È una delle poche fatine sopravvissute all'esplosione di crema causata dalle fate malvagie, riuscita a scappare e a chiedere aiuto alle Pretty Cure, e per questo spesso sente la mancanza dei suoi compagni. Guadagna temporaneamente una forma umana, assumendo l'aspetto di una bambina piccola, mentre durante la battaglia finale riesce a trasformarsi in Cure Pekorin (キュアペコリン?, Kyua Pekorin), la Pretty Cure basata sui donuts, di colore rosa, per riportare le altre guerriere alla normalità dall'influsso negativo di Helissio. Dopo la sconfitta dei Ladri di Kirakiraru, visto che ognuna delle ragazze intraprende il proprio percorso per il futuro, decide di tenere lei in attività la KiraPati (rinominata Pekorin Pâtisserie) a Ichigozaka insieme a Choro. Il suo dolce preferito sono i donuts. È brava ad imitare cani e gatti davanti alla gente per non far sospettare di lei e finisce le frasi con l'intercalare "peko" (「ペコ」?, "peko").
Choro (長老?, Chōrō)
Doppiato da: Yū Mizushima (ed. giapponese)
È una fata vecchia e saggia a cui, dopo essere stato colpito dall'esplosione di crema causata dalle fate malvagie, è diventato il corpo trasparente come un fantasma; se rimane a lungo fuori dalla Kirakira Pâtisserie potrebbe scomparire del tutto. Nonostante sia incorporeo, può trasformarsi in un umano e assumere il ruolo di proprietario del negozio davanti alla gente e ai genitori di Ichika e le altre. Ha sempre con sé un ombrello, che ha il potere di mandare segnali luminosi e radunare così i suoi compagni. Ritrova e riacquista il suo corpo soltanto dopo la sconfitta dei Ladri di Kirakiraru, e insieme a Pekorin continua a tenere in attività la KiraPati, nonostante la partenza delle ragazze, andate ognuna per la loro strada. Finisce le frasi con l'intercalare "jaba" (「ジャバ」?, "jaba").
Yapapa (ヤパパ?, Yapapa), Poponun (ポポヌン?, Poponun), Mahanya (マハニャ?, Mahanya) & DaniDani (ダニーダニ?, Danīdani)
Doppiati da: Rie Hikisaka, Momo Ishibashi, Shin Matsushige e Miina Obata (ed. giapponese)
Sono alcune delle fatine che vivono sulla Montagna Ichigo. Stimano molto le Pretty Cure. Dopo che la Montagna Ichigo è stata colpita dall'esplosione di crema causata dalle fate malvagie, si sono ritrovati sparsi nel mondo, ma grazie a Choro, Gummy e la sua banda si radunano nuovamente sulla Montagna Ichigo.
Lumière (ルミエル?, Rumieru)
Doppiata da: Kiyono Yasuno (ed. giapponese)
È l'antica leggendaria pasticcera Pretty Cure, la quale ha protetto Ichigozaka da Noir cento anni prima, creando dolci e diffondendo con essi la felicità e l'energia Kirakiraru nel mondo. Attualmente riposa all'interno di una grotta, ma all'occorrenza si manifesta sotto forma di spirito. Incontra le Pretty Cure attuali quando queste ultime vengono inconsapevolmente richiamate da lei nel passato; per aver maggior potere contro i nemici, dona i Crystal Animal e la sua preziosa siringa da pasticciere alle guerriere. Quando Pikario viene ferito mortalmente da un attacco di Noir, prende in custodia la sua anima in attesa che si risvegli. Si viene a conoscenza che il motivo per cui Noir, cento anni prima, fece sprofondare il mondo nell'oscurità è perché Lumière non volle creare dolci solamente per lui, ma per tutti, come ogni Pretty Cure ha il dovere di fare. Aiuta quindi Cure Whip e le altre a far capire a Noir quanto sia sbagliato il suo piano di conquista, ma viene assorbita da Helissio all'interno di una delle sue carte letali e liberata soltanto con la resa di quest'ultimo. Il suo attacco è Lumière Confiserie (リュミエール・コンフィズリー?, Ryumiēru Konfizurī), eseguito con uno scettro a forma di frusta da cucina.

### Ladri di Kirakiraru
Noir (ノワール?, Nowāru)
Doppiato da: Yoku Shioya (ed. giapponese)
È il capo dei Ladri di Kirakiraru, dall'aspetto di uno spirito nero con una maschera bianca. Il suo obiettivo è rubare l'anima degli umani e rendere il mondo un posto buio e freddo, ma per farlo invia i suoi sottoposti a raccogliere quanta più energia Kirakiraru possibile. Approfitta della frustrazione provata dalle persone per trascinarle dalla sua parte, compiacendole con l'inganno, come ha fatto con Pikario (divenuto Julio per questo), Bibury e temporaneamente Ciel. Possiede la capacità di estrarre Kirakiraru dalle emozioni negative e convertirlo in oggetti pericolosi. Soltanto quando Helissio viene quasi annientato dalla forza delle Pretty Cure, si fonde con lui, ne assume l'aspetto e scende in campo in prima persona. Si viene a conoscenza che il motivo per cui, cento anni prima, fece sprofondare il mondo nell'oscurità è perché Lumière non volle creare dolci solamente per lui, ma per tutti; decise così di separare il suo spirito dal suo corpo, che riprese vita come Helissio. Avendo compreso il perché di tutto ciò, le Pretty Cure si apprestano a farlo ragionare e a farlo tornare buono, ma Helissio prende il sopravvento e lo assorbe in una delle sue carte letali. Viene liberato dallo stesso una volta arresosi alle Leggendarie Guerriere.
Julio (ジュリオ?, Jurio) / Pikario (ピカリオ?, Pikario)
Doppiato da: Junko Minagawa (ed. giapponese)
È un ragazzo che in un primo momento porta una maschera che gli copre quasi interamente il volto. Al servizio di Noir, ha un carattere freddo ed entra in azione quando le fate malvagie da lui soggiogate vengono purificate. S'infiltra nella scuola di Ichika sotto le mentite spoglie del nuovo studente Rio Kuroki (黒樹 リオ?, Kuroki Rio) per analizzare da vicino le Pretty Cure. Studioso, sportivo e molto popolare tra le ragazze, è un ottimo osservatore e riesce a copiare perfettamente una cosa avendola vista una sola volta. Prova un odio profondo verso i dolci, nonostante dimostri una buona conoscenza di essi, e crede non trasmettano alcun tipo di emozione a coloro che li mangiano. Con lo scopo di condurre esperimenti personali, attraverso uno scettro oscuro che può assumere qualsiasi forma di arma, ruba l'energia Kirakiraru per testarne il valore dal cuore delle persone che provano gioia nell'aver mangiato dolci; la sua formula è "Noir Decoration!" (「ノワール・デコレーション！」?, "Nowāru Dekorēshon!"). La sua doppia identità viene smascherata da Yukari, ma riesce in tempo a rubare l'energia Kirakiraru di Ichika, salvo poi rimanere quasi purificato dall'attacco di gruppo delle Pretty Cure quando la ragazza si riprende. Tornato all'attacco grazie a una nuova arma donatagli da Noir con la quale estrarre la propria energia Kirakiraru, Kirarin riconosce in lui suo fratello gemello Pikario con cui aveva perso ogni contatto: il lungo soggiorno di studio a Parigi non ha migliorato le sue doti pasticcere e non gli ha permesso di sviluppare una forma umana al contrario di sua sorella, perciò, sentendosi lasciato indietro, ha abbracciato le forze del male di Noir ed è diventato Julio. Grazie alle parole di Cure Whip torna buono, ma muore nel tentativo di salvare Ciel da Noir, dopo averle donato il suo scettro. Lo spirito dell'antica Pretty Cure, però, preserva la sua anima in attesa che si risvegli e ritorna come guerriero del bene, aiutando nella battaglia contro Noir grazie al prestito dei poteri di Lumière attraverso uno scettro bianco. Come fatina finisce le frasi con l'intercalare "pika" (「ピカ」?, "pika"), mentre nelle vesti umane dà una mano nella pasticceria di Ciel e il dolce che gli viene meglio sono i waffle.
Durante la produzione della serie, il personaggio sarebbe dovuto diventare il primo di sesso maschile nell'intero franchise a portare la denominazione di Pretty Cure, Cure Waffle (キュアワッフル?, Kyua Waffuru), ma l'idea è stata accantonata e in seguito ripresa in parte nella 15ª e maggiormente nella 20ª serie.
Bibury (ビブリー?, Biburī)
Doppiata da: Chiemi Chiba (ed. giapponese); Iru gigante doppiata da Shunichi Maki (ed. giapponese)
È una ragazza che veste in stile gothic lolita. È piuttosto ostile ed arrogante e non perde occasione per mostrare la sua completa fedeltà a Noir. Entra in azione dopo la quasi sconfitta di Julio, criticandone aspramente gli scarsi risultati ottenuti contro le Pretty Cure. Non è interessata ai dolci, ma alla loro energia Kirakiraru e per rubarla utilizza una bambola chiamata Iru (イル?, Iru), che per l'occasione diventa gigantesca e ingloba quanto più potere possibile; la sua formula è "Noir Filling!" (「ノワール・フィリング！」?, "Nowāru Firingu!") e lei stessa può essere ingerita da Iru e fondersi con essa. Dopo una momentanea confusione, scopre che la causa per cui da piccola è stata abbandonata è proprio Noir, che lei invece credeva l'avesse salvata. Presa dallo sconforto, viene purificata dalle Leggendarie Guerriere mentre Iru scompare definitivamente. Passata dalla parte delle Pretty Cure, a volte le aiuta in battaglia oltre a dare una mano nella pasticceria di Ciel, dove scopre la gioia che si prova nel preparare i dolci. Ha alcuni tipici comportamenti da tsundere.
Helissio (エリシオ?, Erishio)
Doppiato da: Daisuke Hirakawa (ed. giapponese); Card Monster doppiati da Shunichi Maki (ed. giapponese)
È un uomo scaltro e astuto dai lunghi capelli argentei. Ha dei modi educati, che in realtà nascondono il suo essere subdolo, e non agisce mai impulsivamente e prima di attaccare il nemico ne studia i punti deboli. Si occupa di riferire i messaggi da parte di Noir agli altri sottoposti. Entra in azione dopo i numerosi fallimenti di Julio e Bibury contro le Pretty Cure. Per rubare l'energia Kirakiraru utilizza delle carte letali chiamate Card Monster (カードモンスター?, Kādo Monsutā) che lancia come proiettili e che possono fondersi con altri oggetti, generando dei mostri; la sua formula è "Noir Miroir!" (「ノワール・ミロワール！」?, "Nowāru Mirowāru!"). Può utilizzarle anche con il suo corpo, trasformandosi lui stesso in un mostro con la formula "Noir Metamorphose!" (「ノワール・メタモルフォーゼ！」?, "Nowāru Metamorufōze!"). In seguito viene rivelato che le Card non sono altro che umani trasformati in soldati del male, a loro volta resi carte da lui. Si viene a conoscenza che non è altro che il corpo originale di Noir, un involucro senza sentimenti usato per diffondere malvagità nel mondo. Inoltre, ormai stremato dalla battaglia contro le Pretty Cure, Noir lo assorbe dentro di sé e ne prende le sembianze; a sua volta, Helissio prende il sopravvento e assorbe Noir (ombra) e Lumière (luce) all'interno di due delle sue carte letali, trasformando il mondo, compresi gli abitanti, in un posto cupo e vuoto. Grazie proprio alle due carte, diventa un essere costituito da metà luce e metà ombra e assorbe dentro di sé le Pretty Cure e l'intero mondo, annullando ogni forma di vita e amore. Tuttavia, l'energia Kirakiraru non è andata persa e le Pretty Cure gli rivelano che anche lui ha dei sentimenti visto che è stato generato dal Kirakiraru di Noir e Lumière. Stanco dell'eterna lotta tra il bene e il male, lascia che le Pretty Cure ricostituiscano il mondo grazie all'energia di tutti e successivamente libera dalla prigionia Lumière e Noir.
Glaive (グレイブ?, Gureibu)
Doppiato da: Hisao Egawa (ed. giapponese); Nend Monster doppiati da Shunichi Maki (ed. giapponese)
È un uomo forzuto e sfacciato dai capelli biondi. Ha dei modi aggressivi e feroci ed entra in azione quando Helissio lo informa sulle Pretty Cure e sulle intenzioni di Noir. In origine era un umano che usava la violenza per superare gli altri, ma come conseguenza veniva allontanato per i suoi comportamenti, finché non ha incontrato Noir che gli ha dato libero sfogo. Al contrario di Julio e Bibury, non bada alla qualità quanto alla quantità di energia Kirakiraru raccolta e per rubarla utilizza un'automobile viola, la quale ne assorbe quanto più possibile, e dei soldatini chiamati Nend Monster (ネンドモンスター?, Nendo Monsutā) che possono fondersi e diventare giganteschi; la sua formula è "Noir Inflation!" (「ノワール・インフレーション！」?, "Nowāru Infurēshon!"), ma in seguito utilizza anche "Noir Revolution!" (「ノワール・レボリューション！」?, "Nowāru Reboryūshon!"). Per acquisire maggiore potenza, prima assorbe e confluisce i poteri di Diable nella sua auto, chiamata per l'occasione Diable Custom (ディアブルカスタム?, Diaburu Kasutamu), mettendo fine alla vita di quest'ultimo, poi trasforma tutti gli abitanti di Ichigozaka in suoi schiavi oscuri. Viene sconfitto poco dopo dalle Pretty Cure, mentre Helissio lo elimina definitivamente, trasformandolo assieme alla sua automobile in una delle sue carte. Ricompare in veste di generale nel mondo vuoto creato da Helissio, ma finita la battaglia contro le Pretty Cure, viene fatto intendere che sia diventato buono.
Diable (ディアブル?, Diaburu)
Doppiato da: Ryōta Takeuchi (ed. giapponese)
È una bestia demoniaca dall'aspetto di un lupo circondato da un'aura oscura. Sottoposto fedele di Noir, la sua figura è composta da corpi energetici immateriali e, anche se viene purificato di volta in volta, la sua anima rimane intatta e ha l'abilità di riprodursi. Entra in azione quando Noir lo manda ad attaccare le Pretty Cure che hanno acquisito più potere dopo l'incontro con Lumière. Cento anni prima è stato sconfitto dall'antica Pretty Cure e ciò non gli permette di utilizzare a pieno i suoi poteri. Ha una grande capacità combattiva e può amplificare le emozioni negative delle persone. Viene eliminato da Glaive, il quale gli porta via tutto il potere e lo dona alla propria automobile; quando anche Glaive viene eliminato, Helissio lo rende una sua carta letale.
Jack (ジャック?, Jakku)
Doppiato da: ? (ed. giapponese)
Compare solo nel musical. È un sottoposto di Noir e Helissio, dall'aspetto di un gatto. Ha dei modi imbranati e per questo fallisce spesso nelle sue missioni. Viene sconfitto dalle Pretty Cure.
Salty Pepper (ソルティ・ペッパー?, Soruti Peppā)
Compare solo nel manga. È una donna affascinante molto arrogante ed egoista, che dà priorità ai suoi interessi piuttosto che a quelli di Noir. Odia i sentimenti come l'amore, perché teme il tradimento. Per attaccare utilizza del sale, le sue unghie affilate e una lunga frusta; possiede due leopardi come animali domestici. Viene sconfitta e la sua anima torna nell'oscurità.
Fate malvagie (悪い妖精たち?, Warui yōsei-tachi)
Doppiate da: Yūji Ueda (Gummy), Taketora (Pulupulu, Choucrea, Fueru, Cookacookie), Atsushi Imaruoka (Hotto, Bitard, Spongen), Eriko Kawasaki (Maquillon, Tarton) e ? (Montblanc) (ed. giapponese)
Sono delle fate malvagie al servizio di Noir che cercano l'energia Kirakiraru presente nei dolci per diventare più forti e, quando la assorbono, tramutarsi in mostri. Gummy (ガミー?, Gamī) è viola, leader del gruppo dalla personalità violenta e la cerca nelle torte, Pulupulu (プルプル?, Purupuru) è giallo dalla personalità avida e la cerca nei budini, Hotto (ホットー?, Hottō) è rosso sensibile al calore e la cerca nei gelati, Choucrea (シュックリー?, Shukkurī) è nero veloce nei movimenti e la cerca nei bignè, Maquillon (マキャロンヌ?, Makyaronnu) è verde dalla personalità narcisista e arrogante e la cerca nei macaron, Bitard (ビタード?, Bitādo) è marrone dotato di ali in grado di creare un'onda d'urto e la cerca nel cioccolato, Fueru (フエール?, Fuēru) è giallo e la cerca nelle ciambelle, Spongen (スポンジン?, Suponjin) è giallo in grado di emettere raggi di luce dalla bocca e la cerca nei pan di Spagna, Cookacookie (クッカクッキー?, Kukkakukkī) è marrone e la cerca nei biscotti e Tarton (タルトーン?, Tarutōn) è giallo e rosso dall'aspetto elegante e la cerca nelle tartellette. In seguito si viene a conoscenza che sono state soggiogate da Julio e vengono purificate definitivamente dalle Pretty Cure, dopo essere state fusi tutte assieme dal nemico. Una volta tornate buone, aiutano le fatine sparse nel mondo a radunarsi di nuovo sulla Montagna Ichigo. Soltanto nel manga e nel musical appare anche Montblanc (モンブラン?, Monburan), una fata azzurra che cerca l'energia Kirakiraru nel dolce noto come "montebianco", ma al contrario delle altre che sono state soggiogate per diventare cattive, lui è di natura malvagia agli ordini di Jack e Helissio e, una volta purificato, scompare.

### Altri personaggi
Genichiro Usami (宇佐美 源一郎?, Usami Genichirō)
Doppiato da: Kenjirō Tsuda (ed. giapponese)
È il padre di Ichika e possiede una palestra di karate. Simpatico, ha un cuore buono ed è dotato di una grande forza fisica tanto da affrontare un mostro nonostante non abbia nessun potere. Riesce a capire se sua figlia ha dei problemi soltanto guardandola.
Satomi Usami (宇佐美 さとみ?, Usami Satomi)
Doppiata da: Yuriko Yamaguchi (ed. giapponese)
È la madre di Ichika che lavora come dottoressa volontaria in piccoli villaggi sparsi per il mondo. Ichika sente la sua mancanza, ma non lo dà a vedere. Quando torna a casa durante le ferie, fa spesso dolci insieme a Ichika.
Raiou Tategami (立神 雷桜?, Tategami Raiō)
Doppiato da: Tetsuo Komura (ed. giapponese)
È il padre di Aoi, presidente del Tategami Konzern. Vorrebbe che sua figlia rispettasse maggiormente il suo status sociale, ma dopo aver assistito ad un suo concerto e aver visto quanto desideri intraprendere la carriera di cantante rock, decide di affidare il comando futuro del suo gruppo finanziario al fedele Mizushima.
Aiko Tategami (立神 藍子?, Tategami Aiko)
Doppiata da: Eiko Nakamura (ed. giapponese)
È la madre di Aoi. Dopo aver assistito ad un concerto della figlia con la sua band, concorda con il marito di affidare la guida del gruppo finanziario di famiglia a Mizushima e permettere così ad Aoi di continuare a fare la cantante rock.
Mitsuyoshi Mizushima (水嶌 みつよし?, Mizushima Mitsuyoshi)
Doppiato da: Takuya Satō (ed. giapponese)
È il tutore di Aoi, lavora per i Tategami fin da ragazzino, quando essi lo accolsero dopo essere rimasto solo senza famiglia. Con Aoi inizialmente non ha un buon rapporto, per via del carattere ribelle alle regole della ragazza, ma in seguito viene convinto a lasciarla continuare sia con la band che con la pasticceria e migliora. Il presidente Raiou, vista la sua competenza e fedeltà, decide di affidargli il comando futuro del gruppo finanziario di famiglia, perché Aoi vuole intraprendere la carriera di cantante rock.
Shino Kotozume (琴爪 しの?, Kotozume Shino)
Doppiata da: Yuri Amano (ed. giapponese)
È la nonna di Yukari, maestra nella cerimonia del tè e insegna l'arte alla nipote. Ha una notevole percezione delle cose e parla il dialetto di Kyoto.
Miku Kenjo (剣城 みく?, Kenjō Miku)
Doppiata da: Kaede Hondo (ed. giapponese)
È la sorella minore di Akira, ha 9 anni. Vuole molto bene alla sorella più grande e cerca sempre di non farla preoccupare, temendo di essere un peso per lei, essendo cagionevole di salute. È spesso ricoverata, infatti lei e i genitori vivono più vicino all'ospedale, mentre Akira vive con la prozia Tomi e ogni tanto va a farle visita portandole del cioccolato per tirarla su di morale. È contraria all'idea che Akira voglia diventare una ricercatrice per la sua malattia, perché sente di essere la causa che trattiene sua sorella dal realizzare i suoi veri sogni; ben presto capisce che il vero scopo di Akira è aiutare non solo lei ma tutti coloro che soffrono della stessa malattia.
Tomi Kenjo (剣城 トミ?, Kenjō Tomi)
Doppiata da: Kiyoko Miyazawa (ed. giapponese)
È la prozia di Akira, da cui lei si trasferisce, che vive nello stesso quartiere della famiglia di Ichika.
Wataru Izumi (和泉 わたる?, Izumi Wataru), Hiroki Nakano (中野 ひろき?, Nakano Hiroki), Risa Kagurazaka (神楽坂 りさ?, Kagurazaka Risa) & Junko Mitsuoka (光岡 じゅんこ?, Mitsuoka Junko)
Doppiati da: Takaaki Kojima, Makoto Kaneko, Ayano Shibuya e Rie Hikisaka (ed. giapponese)
Sono, rispettivamente, due compagni e due compagne di classe di Ichika. Wataru è bravo negli sport, Hiroki è molto simpatico, Risa ha una personalità allegra, mentre Junko è una ragazza molto tranquilla.
Kei Sonobe (園部 けい?, Sonobe Kei), Ryuta Yokokawa (横川 りゅうた?, Yokokawa Ryūta) & Sara Asaka (浅香 さら?, Asaka Sara)
Doppiati da: Shunichi Maki, Masatomo Nakazawa e Momoko Soyama (ed. giapponese)
Sono gli altri componenti della rock band di Aoi, i Wild Azur. Kei è il leader e compositore e suona il basso elettrico, Ryuta la chitarra, mentre Sara la batteria. In seguito Kei annuncia il suo ritiro per concentrarsi sugli studi di medicina ed entrare a lavorare nell'ospedale di famiglia e la band continua senza di lui.
Ayane Misaki (岬 あやね?, Misaki Ayane)
Doppiata da: Machico (ed. giapponese)
È la vocalist della band di successo Ganache. È obiettiva e imparziale nel dare le proprie valutazioni se le vengono richieste, nonostante possano sembrare dure. Per Aoi rappresenta una fonte di ispirazione e la ammira e stima moltissimo: durante il Blue Rock Festival a cui partecipano sia i Ganache che i Wild Azur, Aoi dona a Misaki un dolce che rappresenta la sua tenacia con la promessa, un giorno, di affrontarla musicalmente di nuovo.
Gatto a tre stelle (三ツ星にゃんこ?, Mitsuboshi nyanko)
Doppiato da: Miina Obata (ed. giapponese)
È un gatto con tre stelle sulla fronte che vive a Ichigozaka. Si dice che i negozi di dolciumi visitati da lui diventino molto prosperi. È anche il capo che guida i gatti randagi.
Principe Nata (ナタ王子?, Nata ōji)
Doppiato da: Kōsuke Toriumi (ed. giapponese)
È il principe del Principato di Confeito, paese famoso per i suoi dolci. Durante la sua visita a Ichigozaka, s'innamora di Yukari a prima vista e le chiede di sposarlo; compete dunque con Akira, che scambia per un ragazzo, in una serie di sfide per conquistare il suo cuore, ma Yukari rifiuta in ogni caso la sua proposta.
Yuu Tachibana (立花 ゆう?, Tachibana Yuu)
Doppiato da: Ken Uo (ed. giapponese)
È un famoso scienziato di dolciumi, dalla personalità esuberante, ma molto preciso nei suoi esperimenti. Ha scritto diversi libri basati sulle sue esperienze, e Himari nutre una profonda ammirazione per lui.
Solaine (ソレーヌ?, Sorēnu)
Doppiata da: Ayumi Tsunematsu (ed. giapponese)
È la titolare della pasticceria Mon Tresor di Parigi, nonché colei che ha scoperto e ha valorizzato il talento di Ciel per i dolci. Quando scopre che Ciel si trova a Ichigozaka, è curiosa di conoscere il motivo per cui la sua allieva ha scelto di lasciare l'ottima fama di cui gode a Parigi per una piccola cittadina in collina e fa di tutto per riportarla via con sé. Capisce, in seguito, che la ragazza ha stretto solide amicizie sul posto, con cui desidera continuare a scoprire cose nuove, e desiste dal suo intento.
Yuri (ゆり?, Yuri) & Kanako (かなこ?, Kanako)
Doppiate da: Yuri Komagata e Kanako Miyamoto (ed. giapponese)
Sono due ragazze che partecipano alla stessa audizione di Himari per diventare assistente in uno show televisivo di cucina. I due personaggi sono un omaggio alle omonime cantanti giapponesi esistenti, interpreti delle sigle originali della serie.

## Oggetti magici
Sweets Pact (スイーツパクト?, Suītsu Pakuto)
È l'oggetto a forma di cofanetto utilizzato dalle Pretty Cure per trasformarsi. Al suo interno c'è anche una piccola frusta da cucina, con cui produrre della crema energetica da poter usare contro il nemico. Per attivarne il potere, le guerriere hanno bisogno del loro Animal Sweet.
Animal Sweets (アニマルスイーツ?, Animaru Suītsu)
Sono gli oggetti da inserire nei Sweets Pact per attivare la trasformazione in Pretty Cure. Vengono ottenuti attraverso il desiderio sincero di proteggere l'energia Kirakiraru di un determinato dolce. Ichika ottiene lo Shortcake Coniglio (うさぎショートケーキ?, Usagi Shōtokēki), Himari il Budino Scoiattolo (りすプリン?, Risu Purin), Aoi il Gelato Leone (らいおんアイス?, Raion Aisu), Yukari il Macaron Gatto (ねこマカロン?, Neko Makaron), Akira il Cioccolato Cane (いぬチョコレート?, Inu Chokorēto) e Ciel il Parfait Pegaso (ペガサスパフェ?, Pegasasu Pafe). Anche Pekorin ottiene il suo, il Donuts Pekorin (ペコリンドーナツ?, Pekorin Dōnatsu).
Kirakiraru (キラキラル?, Kirakiraru)
È l'energia scintillante contenuta nei dolci e in chi prova gioia nel mangiarli. Più forte è l'emozione che si prova, maggiore sarà la potenza del Kirakiraru; quella delle Pretty Cure è una tra le più potenti. Quando viene rubata dall'interno di un dolce, esso perde il suo colore e diventa nero. Può assumere qualsiasi forma che le guerriere usano per attaccare, mentre quella immagazzinata nella Kirakiraru Pot sotto forma di crema serve a fabbricare l'attrezzatura necessaria per la Kirakira Pâtisserie.
Candy Rod (キャンディロッド?, Kyandi Roddo)
Sono gli scettri delle Pretty Cure, creati col Kirakiraru, utilizzati per attaccare. Hanno la forma di un bastoncino di zucchero con cinque pulsanti e in cima una stella che s'illumina ognuna del colore di una guerriera. Al suo interno è contenuta l'energia Kirakiraru.
Rainbow Ribbon (レインボーリボン?, Reinbō Ribon)
È lo scettro di Cure Parfait, ottenuto dallo vecchio scettro oscuro di Julio, utilizzato per attaccare. Ha la forma di un nastro per ginnastica ritmica color arcobaleno con cinque pulsanti e in cima una stella e due piccole ali di Pegaso.
Crystal Animal (クリスタルアニマル?, Kurisutaru Animaru)
In origine dei piccoli cristalli sferici donati dalla leggendaria pasticcera Pretty Cure alle attuali Pretty Cure, in seguito si trasformano in piccoli cristalli dalla forma di un determinato animale: Cure Parfait sviluppa quello a forma di pegaso, Cure Gelato quello a forma di leone, Cure Custard quello a forma di scoiattolo, Cure Macaron quello a forma di gatto, Cure Chocolat quello a forma di cane e Cure Whip quello a forma di coniglio. Possono prendere vita e inseriti nel Kirakiraru Creamer permettono alle Pretty Cure di attaccare.
Kirakiraru Creamer (キラキラルクリーマー?, Kirakiraru Kurīmā)
Sono i nuovi scettri delle Pretty Cure, ottenuti da una siringa da pasticciere dell'antica Pretty Cure, utilizzati per attaccare, inserendo al loro interno i Crystal Animal.
Sweets Castle (スイーツキャッスル?, Suītsu Kyassuru)
È un Animal Sweets che ha la forma di un castello di marzapane, ottenuto dall'energia di tutti gli abitanti di Ichigozaka. Si divide in sei parti, ciascuna per ogni guerriera, e inserito nel Kirakiraru Creamer consente alle Pretty Cure di trasformarsi in À La Mode Style e di attaccare.

## Trasformazioni e attacchi

### Cure Whip
- Trasformazione: Ichika inserisce il suo Animal Sweet nello Sweets Pact e, diventata Cure Whip, si presenta al nemico.

- Attacco Kirakiraru: con lo Sweets Pact e una piccola frusta da cucina, crea della crema energetica che scaglia contro il nemico.

- Whip Decoration (ホイップ・デコレーション?, Hoippu Dekorēshon): è l'attacco di Cure Whip utilizzando il Candy Rod. La Pretty Cure preme il pulsante rosa nel Candy Rod, che fa illuminare la stella posta in cima, quindi crea un grande shortcake alle fragole che scaglia contro il nemico. Viene eseguito per la prima volta nell'episodio 12.

- Attacco: con il Candy Rod, crea della crema energetica che scaglia contro il nemico.

### Cure Custard
- Trasformazione: Himari inserisce il suo Animal Sweet nello Sweets Pact e, diventata Cure Custard, si presenta al nemico.

- Attacco Kirakiraru: con lo Sweets Pact e una piccola frusta da cucina, crea della crema energetica che scaglia contro il nemico.

- Custard Illusion (カスタード・イリュージョン?, Kasutādo Iryūjon): è l'attacco di Cure Custard utilizzando il Candy Rod. La Pretty Cure preme il pulsante giallo nel Candy Rod, che fa illuminare la stella posta in cima, quindi crea due grandi ciliegie che esplodono in proiettili energetici contro il nemico. Viene eseguito per la prima volta nell'episodio 13.

- Attacco: con il Candy Rod, crea della crema energetica che scaglia contro il nemico.

### Cure Gelato
- Trasformazione: Aoi inserisce il suo Animal Sweet nello Sweets Pact e, diventata Cure Gelato, si presenta al nemico.

- Attacco Kirakiraru: con lo Sweets Pact e una piccola frusta da cucina, crea della crema energetica che scaglia contro il nemico.

- Gelato Shake (ジェラート・シェイク?, Jerāto Sheiku): è l'attacco di Cure Gelato utilizzando il Candy Rod. La Pretty Cure preme il pulsante blu nel Candy Rod, che fa illuminare la stella posta in cima, quindi crea un grande blocco di ghiaccio che, con un pugno, frantuma e scaglia contro il nemico. Viene eseguito per la prima volta nell'episodio 14.

- Attacco: con il Candy Rod, crea della crema energetica che scaglia contro il nemico.

### Cure Macaron
- Trasformazione: Yukari inserisce il suo Animal Sweet nello Sweets Pact e, diventata Cure Macaron, si presenta al nemico.

- Attacco Kirakiraru: con lo Sweets Pact e una piccola frusta da cucina, crea della crema energetica che scaglia contro il nemico.

- Macaron Julienne (マカロン・ジュリエンヌ?, Makaron Juriennu): è l'attacco di Cure Macaron utilizzando il Candy Rod. La Pretty Cure preme il pulsante viola nel Candy Rod, che fa illuminare la stella posta in cima, quindi crea un grande macaron, a cui spuntano artigli affilati, che scaglia contro il nemico. Viene eseguito per la prima volta nell'episodio 16.

- Attacco: con il Candy Rod, crea della crema energetica che scaglia contro il nemico.

### Cure Chocolat
- Trasformazione: Akira inserisce il suo Animal Sweet nello Sweets Pact e, diventata Cure Chocolat, si presenta al nemico.

- Attacco Kirakiraru: con lo Sweets Pact e una piccola frusta da cucina, crea della crema energetica che scaglia contro il nemico.

- Chocolat Aromase (ショコラ・アロマーゼ?, Shokora Aromāze): è l'attacco di Cure Chocolat utilizzando il Candy Rod. La Pretty Cure preme il pulsante rosso nel Candy Rod, che fa illuminare la stella posta in cima, quindi crea un vortice di cioccolato che scaglia contro il nemico. Viene eseguito per la prima volta nell'episodio 15.

- Attacco: con il Candy Rod, crea della crema energetica che scaglia contro il nemico.
- Attacco: con il Candy Rod, crea una tavoletta di cioccolato che ha la funzione di barriera contro il nemico.
- Arma: rende il Candy Rod una spada con la lama fatta di cioccolato.

### Cure Parfait
- Trasformazione: Ciel inserisce il suo Animal Sweet nello Sweets Pact e, diventata Cure Parfait, si presenta al nemico.

- Kirakuru Rainbow (キラクル・レインボー?, Kirakuru Reinbō): è l'attacco di Cure Parfait utilizzando il Rainbow Ribbon. La Pretty Cure gira la piccola stella nel Rainbow Ribbon, che fa illuminare quella grande posta in cima, quindi lo muove come un nastro da ginnastica ritmica creando tutti gli ingredienti di un enorme parfait che intrappola il nemico, esplodendo. Viene eseguito per la prima volta nell'episodio 23.

- Parfait Etoile (パルフェ・エトワール?, Parufe Etowāru): è l'attacco di Cure Parfait utilizzando il Rainbow Ribbon. La Pretty Cure muove il Rainbow Ribbon come un nastro da ginnastica ritmica creando anelli di energia che intrappolano il nemico, facendolo esplodere. Viene eseguito per la prima volta nell'episodio 24.

- Passerella Arcobaleno: con il Rainbow Ribbon crea una passerella arcobaleno nel cielo in cui lei e le altre Pretty Cure possono camminare e avere un supporto a mezz'aria.

### Cure Pekorin
- Trasformazione: Pekorin inserisce il suo Animal Sweet nello Sweets Pact e, diventata Cure Pekorin, si presenta al nemico.

- Attacco: con il Candy Rod, crea della crema energetica che scaglia contro il nemico.
- Cure Donuts Fleur (キュアドーナッツ・フルー?, Kyua Dōnattsu Furū): con il Candy Rod e l'aiuto delle altre fatine della Montagna Ichigo, crea un enorme donuts fatto di energia Kirakiraru che intrappola il nemico, esplodendo.

### In gruppo
- Presentazione: è la frase di presentazione di gruppo delle Pretty Cure una volta conclusasi la trasformazione.

- Swe-ets-Wonderful À La Mode (スイー・ツー・ワンダフル・アラモード?, Suī-Tsū-Wandafuru A Ra Mōdo): è l'attacco di gruppo delle Pretty Cure (esclusa Cure Parfait) utilizzando i loro rispettivi Candy Rod. Le Pretty Cure producono ciascuna un passaggio della ricetta di una torta che infine assemblano e scagliano contro il nemico, intrappolandolo al suo interno. Viene eseguito per la prima volta nell'episodio 11.

- Animal Go-Round (アニマル・ゴーランド?, Animaru Gō Rando): è l'attacco di gruppo delle Pretty Cure utilizzando i loro rispettivi Kirakiraru Creamer. Dopo aver inserito i Crystal Animal nei Kirakiraru Creamer, questi prendono vita e le Pretty Cure sedute in sella a loro girano attorno al nemico e lo cospargono di Kirakiraru, facendolo esplodere. Viene eseguito per la prima volta nell'episodio 32.

- Trasformazione (À La Mode Style (アラモード・スタイル?, A Ra Mōdo Sutairu)): le Pretty Cure inseriscono il loro Sweets Castle nel proprio Kirakiraru Creamer e si trasformano in À La Mode Style. Viene eseguita per la prima volta nell'episodio 40.

- Fantastic Animale (ファンタスティック・アニマーレ?, Fantasutikku Animāre): è l'attacco di gruppo delle Pretty Cure in À La Mode Style utilizzando i loro rispettivi Kirakiraru Creamer. Dopo aver inserito i Sweets Castle nei Kirakiraru Creamer, le Pretty Cure sedute in sella ai loro Crystal Animal potenziati girano attorno al nemico e lo cospargono di Kirakiraru, facendolo esplodere. Viene eseguito per la prima volta nell'episodio 40.

- Fantastic Animale Special (ファンタスティック・アニマーレ・スペシャル?, Fantasutikku Animāre Supesharu): è l'attacco di gruppo delle Pretty Cure in À La Mode Style utilizzando i loro rispettivi Kirakiraru Creamer più Cure Pekorin utilizzando il suo Candy Rod. Dopo aver inserito i Sweets Castle nei Kirakiraru Creamer, le Pretty Cure (esclusa Cure Pekorin, che vola) sedute in sella ai loro Crystal Animal potenziati generano una torta che va mano a mano a ingigantirsi fino a avvolgere il nemico. Viene eseguito nell'episodio 48.

## Luoghi
Kirakira Pâtisserie (ＫＩＲＡＫＩＲＡ Ｐａｔｉｓｓｅｒｉｅ?, Kirakira Patisurī)
Nota anche con l'abbreviazione di "KiraPati", è la pasticceria aperta da Ichika e le altre, in cui alloggiano Pekorin e Choro; a causa dei nemici, Choro non può allontanarsi dall'edificio altrimenti il suo spirito scompare. Può essere rimpicciolita e trasportata come una borsa. Nei sotterranei è situata la Kirakiraru Pot (キラキラルポット?, Kirakiraru Potto), un enorme raccoglitore di energia Kirakiraru sotto forma di crema, attraverso la quale le Pretty Cure possono creare l'attrezzatura necessaria per il negozio. Dopo la sconfitta dei Ladri di Kirakiraru ed ognuna delle ragazze intraprende il proprio percorso per il futuro, viene gestita da Pekorin e Choro rinominata "Pekorin Pâtisserie".
Ciel de rève
È la pasticceria aperta da Ciel quando arriva a Ichigozaka. L'intento della ragazza era quello di aprirla temporaneamente come copertura per cercare il suo gemello Pikario, ma una volta ritrovato quest'ultimo, Ciel ha continuato a mantenere aperta l'attività insieme all'aiuto di Bibury e Rio.
Ichigozaka (苺坂町?, Ichigozaka-machi)
È la città dove vivono Ichika e le altre, situata in collina. Ogni anno vi si tiene il Festival dei Dolci, fiera popolare in cui si vendono e si pubblicizzano prodotti dolciari, e un grande torneo sportivo dove tutti i quartieri della città competono l'uno contro l'altro. Prima dell'attacco da parte delle fate malvagie, Pekorin viveva insieme alle altre fatine nella montagna della città.
Scuola media Ichigozaka (いちご坂中学校?, Ichigozaka chūgakkō)
È la scuola frequentata da Ichika, Himari, Aoi e, successivamente, anche da Ciel.
Scuola superiore Campo Ichigo (いちご野高校?, Ichigo-no kōkō)
È la scuola frequentata da Yukari e Akira.
Mondo di Noir (ノワールの世界?, Nowāru no Sekai)
È una distesa innevata priva di qualunque tipo di vegetazione, dimora di Noir e i suoi sottoposti, in cui tutti i pensieri negativi diventano realtà. Vi si accede attraverso una cabina telefonica.

## Episodi
Alla fine della maggior parte degli episodi è presente il Pre À La: Let's La 1-pun kan Cooking (プリアラ レッツ・ラ・１ぷんかんクッキング?) o Pre À La: Let's La Decoration (プリアラ レッツ・ラ・デコレーション?), un corto live action nel quale le protagoniste spiegano tutti i passaggi della ricetta di un dolce.

### Sigle
La sigla originale di apertura è composta da Tomoyuki Ōtake con il testo di Shōko Ōmori, la prima di chiusura da Noriko Fujimoto (Nostalgic Orchestra) e la seconda di chiusura da R·O·N.
Sigla di apertura
- SHINE!! Kirakira ☆ Precure À La Mode (ＳＨＩＮＥ！！キラキラ☆プリキュアアラモード?), cantata da Yuri Komagata

Sigla di chiusura
- Let's La Cookin'☆Showtime (レッツ・ラ・クッキン☆ショータイム?), cantata da Kanako Miyamoto (ep. 1-22)
- Shubidubi☆Sweets Time (シュビドゥビ☆スイーツタイム?), cantata da Kanako Miyamoto (ep. 23-36, 39-49[50])

Del video della sigla di testa sono state realizzate due versioni: rispetto alla prima, nella seconda viene aggiunta Ciel / Cure Parfait e il suo Animal Sweets. In occasione dell'uscita al cinema del film della serie, per gli episodi 37-38 viene utilizzata come sigla finale Très Bien-semble!! (トレビアンサンブル！！?), cantata da Yuri Komagata & Kanako Miyamoto.

### Distribuzione
In Giappone la serie è stata raccolta in una collezione di 16 DVD sia da Marvelous che Pony Canyon tra il 21 giugno 2017 e il 16 maggio 2018. Nei primi 15 DVD sono presenti tre episodi, mentre nell'ultimo quattro.
La serie è stata raccolta anche in quattro cofanetti Blu-ray, pubblicati da Marvelous Inc. e usciti tra il 20 settembre 2017 e il 16 maggio 2018.

### Rappresentazioni ed eventi
Il 7 ottobre 2017, al Katsushika Symphony Hills Mozart Hall di Tokyo, si è svolto il Kirakira ☆ Precure À La Mode - LIVE 2017: Sweet☆Decoration (キラキラ☆プリキュアアラモードＬＩＶＥ２０１７ スウィート☆デコレーション?, Kirakira ☆ Purikyua A Ra Mōdo LIVE 2017 Suīto☆Dekorēshon), un concerto di brani e character song della serie, tenuto dalle doppiatrici delle protagoniste e le interpreti delle sigle di apertura e di chiusura. Il DVD e il Blu-ray dell'evento sono usciti il 21 febbraio seguente.

## Film
| Titolo | Prima visione                |
| Titolo | Giapponese (cinematografica) |
| --- | ---------------------------- |
| Eiga Pretty Cure Dream Stars! (映画 プリキュアドリームスターズ！?, Eiga Purikyua Dorīmu Sutāzu!) | 18 marzo 2017                |
| Eiga Kirakira ☆ Pretty Cure À La Mode - Paris to! Omoide no mille-feuille! (映画 キラキラ☆プリキュアアラモード パリッと！想い出のミルフィーユ！?, Eiga Kirakira ☆ Purikyua A Ra Mōdo Paritto! Omoide no mirufīyu!) | 28 ottobre 2017              |
| Eiga Pretty Cure Super Stars! (映画 プリキュアスーパースターズ！?, Eiga Purikyua Sūpā Sutāzu!) | 17 marzo 2018                |
| Eiga HUGtto! Pretty Cure ♡ Futari wa Pretty Cure - All Stars Memories (映画 ＨＵＧっと！プリキュア♡ふたりはプリキュア オールスターズメモリーズ?, Eiga HUGtto! Purikyua ♡ Futari wa Purikyua Ōru Sutāzu Memorīzu)   | 27 ottobre 2018              |
| Eiga Pretty Cure Miracle Universe (映画 プリキュアミラクルユニバース?, Eiga Purikyua Mirakuru Yunibāsu) | 16 marzo 2019                |
| Eiga Pretty Cure All Stars F (映画 プリキュアオールスターズＦ?, Eiga Purikyua Ōru Sutāzu F) | 15 settembre 2023            |

## Manga
Il manga di Kirakira ☆ Pretty Cure À La Mode, disegnato da Futago Kamikita, è stato serializzato sulla rivista Nakayoshi di Kōdansha da marzo 2017 a febbraio 2018. Un tankōbon, contenente i primi sei capitoli e una storia extra realizzata apposta, è stato pubblicato il 10 agosto 2017 in edizione regolare e speciale, quest'ultima accompagnata da un libretto contenente un episodio a tema estivo durante il quale compaiono le Pretty Cure di tutte le serie precedenti. Il secondo e ultimo tankōbon, contenente gli altri sette capitoli e una storia extra realizzata appositamente, è stato pubblicato il 13 marzo 2018, anch'esso in edizione regolare e speciale, quest'ultima accompagnata da un libretto contenente un episodio che vede protagoniste le Pretty Cure di Mahō tsukai Pretty Cure!, Kirakira ☆ Pretty Cure À La Mode e HUGtto! Pretty Cure.
| Nº | Titolo italiano Giapponese 「Kanji」 - Rōmaji                                                         | Data di prima pubblicazione                                                                | Data di prima pubblicazione |
| Nº | Titolo italiano Giapponese 「Kanji」 - Rōmaji                                                         | Giapponese                                                                                 |                             |
| 1  | Kirakira ☆ Precure À La Mode 1 「キラキラ☆プリキュアアラモード １」 - Kirakira ☆ Purikyua A Ra Mōdo 1 | 10 agosto 2017 ISBN 978-4-06-337866-5 (ed. regolare) ISBN 978-4-06-362369-7 (ed. limitata) |                             |
| 2  | Kirakira ☆ Precure À La Mode 2 「キラキラ☆プリキュアアラモード ２」 - Kirakira ☆ Purikyua A Ra Mōdo 2 | 13 marzo 2018 ISBN 978-4-06-511046-1 (ed. regolare) ISBN 978-4-06-511045-4 (ed. limitata)  |                             |

### Altre pubblicazioni
Il 17 marzo 2018 la Gakken Publishing ha pubblicato in Giappone Kirakira ☆ Precure À La Mode: Official Complete Book (キラキラ☆プリキュアアラモード オフィシャルコンプリートブック?, Kirakira ☆ Purikyua A Ra Mōdo Ofisharu Konpurīto Bukku) con ISBN 978-4-05-611342-6, libro dedicato alla serie contenenti interviste ai produttori, allo staff degli episodi, alle doppiatrici con retroscena che raccontano la nascita di Kirakira ☆ Pretty Cure À La Mode.

## CD e videogiochi
Durante il corso della serie sono stati pubblicati diversi CD e raccolte, sia di brani musicali che di colonna sonora, da Marvelous. I videogiochi, invece, sono stati distribuiti da Bandai.
| Nº | Titolo CD | Numero tracce | Data uscita      |
| -- | --- | ------------- | ---------------- |
| 1  | SHINE!! Kirakira ☆ Precure À La Mode / Let's La Cookin'☆Showtime (ＳＨＩＮＥ！！キラキラ☆プリキュアアラモード／レッツ・ラ・クッキン☆ショータイム?)                                        | 4             | 1º marzo 2017    |
| 2  | "Kirakira ☆ Precure À La Mode" Character Song Single: sweet etude 1 Cure Whip (「キラキラ☆プリキュアアラモード」キャラクターソングシングル ｓｗｅｅｔ ｅｔｕｄｅ １ キュアホイップ?)      | 3             | 26 aprile 2017   |
| 3  | "Kirakira ☆ Precure À La Mode" Character Song Single: sweet etude 2 Cure Custard (「キラキラ☆プリキュアアラモード」キャラクターソングシングル ｓｗｅｅｔ ｅｔｕｄｅ ２ キュアカスタード?) | 3             | 26 aprile 2017   |
| 4  | "Kirakira ☆ Precure À La Mode" Character Song Single: sweet etude 3 Cure Gelato (「キラキラ☆プリキュアアラモード」キャラクターソングシングル ｓｗｅｅｔ ｅｔｕｄｅ ３ キュアジェラート?)  | 3             | 26 aprile 2017   |
| 5  | "Kirakira ☆ Precure À La Mode" Character Song Single: sweet etude 4 Cure Macaron (「キラキラ☆プリキュアアラモード」キャラクターソングシングル ｓｗｅｅｔ ｅｔｕｄｅ ４ キュアマカロン?)   | 3             | 26 aprile 2017   |
| 6  | "Kirakira ☆ Precure À La Mode" Character Song Single: sweet etude 5 Cure Chocolat (「キラキラ☆プリキュアアラモード」キャラクターソングシングル ｓｗｅｅｔ ｅｔｕｄｅ ５ キュアショコラ?)  | 3             | 26 aprile 2017   |
| 7  | Kirakira ☆ Precure À La Mode - Original Soundtrack 1: Precure Sound Decoration!! (キラキラ☆プリキュアアラモード オリジナル・サウンドトラック１ プリキュア・サウンド・デコレーション！！?) | 44            | 31 maggio 2017   |
| 8  | Kirakira ☆ Precure À La Mode - Vocal Album: Cure La Mode ☆ À La Carte (キラキラ☆プリキュアアラモード ボーカルアルバム キュアラモード☆アラカルト?)                                         | 10            | 26 luglio 2017   |
| 9  | "Kirakira ☆ Precure À La Mode" Character Song Single: sweet etude 6 Cure Parfait (「キラキラ☆プリキュアアラモード」キャラクターソングシングル ｓｗｅｅｔ ｅｔｕｄｅ ６ キュアパルフェ?)   | 3             | 2 agosto 2017    |
| 10 | Shubidubi☆Sweets Time / Yūki ga kimi wo matteru (シュビドゥビ☆スイーツタイム／勇気が君を待ってる?)                                                                                        | 4             | 23 agosto 2017   |
| 11 | Kirakira ☆ Precure À La Mode - Original Soundtrack 2: Precure Sound Go-Round!! (キラキラ☆プリキュアアラモード オリジナル・サウンドトラック２ プリキュア・サウンド・ゴーランド！！?)       | 45            | 29 novembre 2017 |
| 12 | Kirakira ☆ Precure À La Mode - Vocal Album 2: Ichigozaka monogatari (キラキラ☆プリキュアアラモード ボーカルアルバム２ 苺坂物語?)                                                          | 16            | 29 novembre 2017 |
| 13 | Kirakira ☆ Precure À La Mode - Vocal Best Album: Sweet☆Etude☆À La Mode (キラキラ☆プリキュアアラモード ボーカルベストアルバム スイート☆エチュード☆アラモード?)                             | 17            | 17 gennaio 2018  |
| 14 | Precure Vocal Best BOX 2013-2017 (プリキュア ボーカルベストＢＯＸ ２０１３–２０１７?) | 127           | 28 marzo 2018    |

## Trasmissioni e adattamenti nel mondo
Kirakira ☆ Pretty Cure À La Mode è stato trasmesso, oltre che in Giappone, anche in diversi Paesi in tutto il mondo.
| Stato            | Rete televisiva / piattaforma streaming  | Data 1ª TV/streaming             |
| ---------------- | ---------------------------------------- | -------------------------------- |
| Albania          | Bang Bang                                | 24 settembre – 26 ottobre 2018   |
| America del Nord | Crunchyroll                              | 24 agosto 2020                   |
| America del Sud  | Crunchyroll                              | 24 agosto 2020                   |
| Australia        | Crunchyroll                              | 24 agosto 2020                   |
| Francia          | ADN (Anime Digital Network), Crunchyroll | 14 luglio 2020                   |
| Germania         | Crunchyroll                              | 20 agosto 2020                   |
| Irlanda          | Crunchyroll                              | 20 agosto 2020                   |
| Medio Oriente    | Crunchyroll                              | 20 agosto 2020                   |
| Nord Africa      | Crunchyroll                              | 20 agosto 2020                   |
| Nuova Zelanda    | Crunchyroll                              | 24 agosto 2020                   |
| Portogallo       | Crunchyroll                              | 20 agosto 2020                   |
| Regno Unito      | Crunchyroll                              | 20 agosto 2020                   |
| Russia           | Crunchyroll                              | 20 agosto 2020                   |
| Spagna           | Crunchyroll                              | 20 agosto 2020                   |
| Sudafrica        | Crunchyroll                              | 24 agosto 2020                   |
| Taiwan           | YOYO TV (YouTube)                        | 3 novembre 2017 – 11 maggio 2018 |

L'adattamento adottato a Taiwan, in cinese, rende la parola Cure con il carattere 天使S (Tiānshǐ), che significa "Angelo", nei nomi delle protagoniste, e con i caratteri 光之美少女：食尚甜心S (Guāng zhīměi shàonǚ: Shí shàng tiánxīn, lett. "Ragazze della Luce: Dolci alimenti") il titolo della serie. Gli episodi, oltre ad essere doppiati, sono anche sottotitolati e mantengono le sigle in originale; le trasformazioni e gli attacchi sono tradotti.
In America del Nord, America del Sud, Australia, Francia, Germania, Irlanda, Medio Oriente, Nord Africa, Nuova Zelanda, Portogallo, Regno Unito, Russia, Spagna e Sudafrica la serie è stata resa disponibile in streaming in versione sottotitolata in lingua locale.